# Ribas do Rio Pardo (ort)
Ribas do Rio Pardo är en ort i Brasilien.   Den ligger i kommunen Ribas do Rio Pardo och delstaten Mato Grosso do Sul, i den södra delen av landet, 800 km sydväst om huvudstaden Brasília. Ribas do Rio Pardo ligger 382 meter över havet och antalet invånare är 11 934.
Terrängen runt Ribas do Rio Pardo är platt. Trakten runt Ribas do Rio Pardo är nära nog obefolkad, med mindre än två invånare per kvadratkilometer.. 
Omgivningarna runt Ribas do Rio Pardo är huvudsakligen savann.